# Ouratea claudei
Ouratea claudei är en tvåhjärtbladig växtart som beskrevs av Salvador, E.P.Santos och Cervi. Ouratea claudei ingår i släktet Ouratea och familjen Ochnaceae. Inga underarter finns listade i Catalogue of Life.